# Sternolispa
Sternolispa là một chi bọ cánh cứng trong họ Chrysomelidae.
Chi này được miêu tả khoa học năm 1940 bởi Uhmann.

## Các loài
Các loài trong chi này gồm:
- Sternolispa brunnea Uhmann, 1948
- Sternolispa corumbana Uhmann, 1948
- Sternolispa nigrohumeralis (Pic, 1927)
- Sternolispa opacicollis (Uhmann, 1935)
- Sternolispa rotundata Uhmann, 1948
- Sternolispa tibialis Uhmann, 1940
- Sternolispa triformis Uhmann, 1935